# برژنگتسا وژنا
برژنگتسا وژنا (به لهستانی:  Bereźnica Wyżna) یک روستا در لهستان است که در گمینا سولینا واقع شده‌است. برژنگتسا وژنا ۲۳۰ نفر جمعیت دارد.